# Srednjeoceanski hrbet
Srednjeoceanski hrbet je podvodni gorski sistem, ki ga ustvarja tektonika plošč. Sestavljen je iz različnih povezanih gorskih verig, ki imajo tipično dolino, znano kot razkol (rift), ki teče po hrbtenici. Ta vrsta oceanskega gorskega hrbta je značilna za širjenje morskega dna. Nastanek novega morskega dna izhaja iz upogibanja plašča kot odziva na širjenje plošč; ta izentropni apveling trdnega plaščnega materiala sčasoma presega solidus in se topi. Plavajoča talina se dvigne kot magma na mestu linearne šibkosti v oceanski skorji in se pojavlja kot lava, ki ob hlajenju ustvarja novo skorjo. Srednjeoceanski hrbet predstavlja mejo med dvema tektonskima ploščama in se zato imenuje divergentna meja plošče.

## Opis
Srednjeoceanski hrbti so geološko aktivni, z novo magmo, ki se nenehno pojavlja na dnu oceana in v skorji na in v bližini razpok vzdolž osi hrbta. Kristalizirana magma tvori novo skorjo iz bazaltov (znan kot MORB za mid-ocean ridge basalt) in pod njim gabro.  Ustvarjata dve oceanski plošči, ki se odmikata druga od druge. Hidrotermalni zračniki so skupna značilnost centra oceanskega širjenja. 
Skale, ki tvorijo skorjo pod morskim dnom, so najmlajše vzdolž osi hrbta in so starejše z vedno večjo razdaljo od te osi. Nova magma bazaltne sestave se pojavlja na in v bližini osi zaradi dekompresijskega taljenja v osnovnem plašču Zemlje. 
Oceanska skorja je sestavljena iz kamnin, ki so veliko mlajše od same Zemlje. Večina oceanske skorje v oceanskih kotlinah je stara manj kot 200 milijonov let. Skorja je v stalnem stanju "obnove" na oceanskem hrbtu. Z oddaljenostjo od hrbta se globina oceanov postopoma povečuje; največje globine so v oceanskih jarkih. Kot se oceanska skorja odmakne od osi hrbta, se peridotit v osnovnem plašču ohladi in postane bolj tog. Skorja in relativno tog peridotit pod njim sestavljajo oceansko litosfero.
Počasi razpirajoči hrbti, kot je Srednjeatlantski hrbet, imajo na splošno velike, široke riftne doline, včasih široke kot 10-20 km in zelo robusten teren na hrbtu, ki ima lahko relief do 1.000 m. V nasprotju s tem so hrbti hitrega širjenja, kot je Vzhodnopacifiški dvig (East Pacific Rise - EPR), ozki in ostri, obkroženi s splošno ravno topografijo, ki sega proč od hrbta več sto kilometrov.
Celotna oblika hrbtov je posledica Prattove izostazije: v bližini osi hrbta je vroč plašč z nizko gostoto, ki podpira oceansko skorjo. Ker so oceanske plošče odmaknjene od osi hrbta hladne, se oceanski plašč litosfera (hladnejši, gostejši del plašča, ki skupaj s skorjo obsega oceanske plošče) strdi in se gostota povečuje. Tako starejše morske dno je podloženo z bolj gostim materialom in "sedi" nižje. Širina hrbta je zato funkcija stopnje širjenja - počasni hrbti, kot je MAR, se precej manj širijo od hitrih hrbtov kot EPR za enako količino hlajenja in posledično batimetrično padajo.

## Procesi oblikovanja
Obstajata dva procesa, ridge-push in slab pull, za katera se domneva, da sta odgovorna za širjenje, ki ga vidimo na hrbtih sredi oceana, a obstaja nekaj negotovosti glede tega, kateri prevladuje. Gibanje potiska se pojavi, ko rastoče večje število hrbtov potisne preostalo tektonsko ploščo stran od hrbta, pogosto proti subdukcijskemu območju. Na področju subdukcije začne veljati "slab-pull". To je zgolj teža tektonske plošče, ki jo potegne – podrine - pod prekrito ploščo in povleče ostalo ploščo vzdolž nje. Za mehanizem  vlečenja plošče velja, da prispeva več kot potisk hrbta. 
Drugi proces, ki prispeva k nastanku nove oceanske skorje na srednjeoceanskih hrbtih, je "transportni trak" (glej sliko). Vendar pa je bilo nekaj študij, ki so pokazale, da je zgornji plašč (astenosfera) preveč plastičen (fleksibilen), da bi proizvedel dovolj trenja za poteg tektonske plošče navzdol. Poleg tega, za razliko od zgornje slike, dvig plašča, ki povzroča magmo, ki se tvori pod hrbtom oceanov, vključuje le zgornjih 400 km, kar izhaja iz seizmične tomografije in iz študij seizmičnih diskontinuitet pri približno 400 km. Sorazmerno plitke globine, od katerih se plašč dvigne pod hrbte, so bolj skladne s postopkom "pull-pull". Po drugi strani pa so v gibanju nekatere od največjih tektonskih plošč na svetu, kot je Severnoameriška plošča, vendar še nikjer niso podrinjene.
Hitrost, s katero srednji oceanski hrbet ustvarja nov material, je znana kot hitrost širjenja in se običajno meri v mm / leto. Skupna porazdelitev hitrosti širjenja je hitra, srednja in počasna, pri čemer so vrednosti na splošno >100 mm / leto, 100-55 mm / leto in 55-20 mm / leto. Hitrost širjenja severnoatlantskega oceana je ~ 25 mm / leto, medtem ko je v Pacifiški regija 80-120 mm / leto. Hrbti, ki se raztezajo po stopnjah <20 mm / leto, se imenujejo ultrazvočni hrbti (npr. Gakkel hrbet v Arktičnem oceanu in Jugozahodnoindijski hrbet) in zagotavljajo precej drugačen pogled na oblikovanje skorje kot njihovi hitro rastoči bratje.
Sistemi srednjeoceanskih hrbtov oblikujejo novo oceansko skorjo. Kot kristaliziran bazalt, ki se iztiska v osi hrbta, se ohladi pod točko Curiejeve temperature ustrezni železovo-titanovemu oksidu, magnetno polje v teh oksidih je vzporedno z zemeljskim magnetnim poljem. Ker je polje v nerednih intervalih spremenilo smer skozi zgodovino, se lahko kot indikator starosti uporabi indikator geomagnetnih preobratov v oceanski skorji.  Podobno se vzorec obratov skupaj s starostnimi meritvami skorje uporablja za določitev zgodovine zemeljskega magnetnega polja.

## Sistem na Zemlji
Srednjeoceanski hrbti sveta so povezani in tvorijo Oceanski hrbet, en sam globalni srednjeoceanski sistem hrbtov, ki so del vsakega oceana, zaradi česar je to najdaljša gorska veriga na svetu. Nepretrgana gorska veriga je dolga 65.000 km (večkrat daljša od Andov, najdaljše kontinentalne gorske verige), celotna dolžina oceanskega hrbta pa je dolga 80.000 km. 

## Zgodovina

### Odkritje
Srednjeoceanski hrbti so navadno potopljeni globoko v oceanu. Šele v petdesetih letih dvajsetega stoletja, ko so podrobno raziskali oceansko dno, je postal znan njihov polni obseg.
Vema, ladja observatorija Lamont-Doherty Earth Observatory na univerzi Columbia, je potovala po Atlantskem oceanu, in zapisovala podatke o dnu oceana iz oceanske površine. Ekipa, ki sta jo vodila Marie Tharp in Bruce Heezen, je analizirala podatke in ugotovila, da je na sredi ogromna gorska veriga. Znanstveniki so jo poimenovali Mid-Atlantic Ridge – srednjeatlantski hrbet.
Sprva so mislili, da je hrbet fenomen značilen za Atlantski ocean. Ker pa so se po vsem svetu nadaljevale raziskave oceanskega dna, je bilo ugotovljeno, da vsak ocean vsebuje dele sistema hrbtov sredi oceana. Čeprav sistem hrbtov teče po sredi Atlantskega oceana, hrbti drugih oceanov niso na sredini. 

### Vpliv
Alfred Wegener je leta 1912 predlagal teorijo razmikanja kontinentov. Navedel je: »Območje srednjeatlantskega hrbta ..., v katerem se tla Atlantika še naprej širijo, se nenehno odpirajo in dajejo prostor za svežo, relativno tekočo in vročo simi [ki se dviga] iz globin.« Vendar Wegener tega opazovanja ni nadaljeval v svojih kasnejših delih, njegova geološka teorija pa je bila zavrnjena, ker ni bilo nobenega mehanizma, s katerim bi razložili, kako bi kontinenti lahko plavali skozi oceansko skorjo, teorija pa je postala večinoma pozabljena.
Po odkritju srednjeoceanskega hrbta po svetu v petdesetih letih dvajsetega stoletja, so se geologi soočili z novo nalogo: pojasniti, kako bi lahko nastala takšna ogromna geološka struktura. V šestdesetih letih so geologi odkrili in začeli predlagati mehanizme širjenja morskega dna. Odkritje srednjeoceanskih hrbtov in postopek širjenja morskega dna je omogočilo razširitev Wegnerjeve teorije, tako da je vključevala gibanje oceanske skorje in celin.  Tektonika plošč je bila primerna razlaga za širjenje morskega dna, zato jo je večina geologov sprejela, kar je povzročilo velik premik paradigme v geološkem razmišljanju.
Ocenjuje se, da se vsako leto po dolžini hrbtov dogaja 20 vulkanskih izbruhov in da se vsako leto oblikuje 2,5 km2 novega morskega dna. Z debelino skorje od 1 do 2 km je to približno 4 km3 nove oceanske skorje, ki se oblikuje vsako leto.
- Oceanski grbet in globokomorska kemija odplak
- Starost oceanske skorje: rdeča je zadnja, modra je najstarejša.
- Plošče v zemljski skorji, v skladu s teorijo tektonike plošče
- Magnetno striženje morskega dna
- Prikaz magnetnega striženja

## Seznam oceanskih hrbtov
Glavni hrbti so:
- Adenski hrbet
- Cocosov krbet
- Explorer hrbet
- Gorda hrbet
- Juan de Fuca hrbet
- Ameriško-antarktični hrbet
- Čilenski dvig
- Vzhodnopacifiški  dvig
- Vzhodnoškotski hrbet
- Gakkel hrbet  (Srednjearktični hrbet)
- Nazca hrbet
- Pacifiko-antarktični hrbet
- Centralnoindijski hrbet  
  - Carlsberg hrbet
- Južnoindijski hrbet
- Jugovzhodnoindijski hrbet
- Srednjeatlantski hrbet  
  - Kolbeinsey hrbet (Sever Islandije)
  - Mohns hrbet
  - Knipovich hrbet (med Grenlandijo in Spitsbergi)
  - Reykjanes hrbet  (Južna Islandija)

### Seznam starodavnih ocenskih hrbtov
- Aegir hrbet
- Alpha hrbet
- Kula-Farallon hrbet
- Pacific-Farallon hrbet
- Pacific-Kula hrbet
- Phoenix hrbet